# مارغريتا توتولاني
مارغريتا توتولاني (بالألبانية: Margarita Tutulani‏) ولدت عام 1925 وتُوفيت في 6 تموز/يوليو من العام 1943 هي سيدة ألبانية اشتهرت بسبب معاداتها للفاشية، وقد ألهم موتها الوحشي العديد من الناس الذين سارعوا للانضمام للمقاومة ضد الفاشية في ألبانيا؛ أما اليوم فتُعتبر بمثابة بطلة الدولة الألبانية خلال الحرب العالمية الثانية.

## السيرة الذاتية
ولدت توتولاني في بيرات تحديدا في حي جوريكا. جدها هو ديميتر توتولاني وهو أحد الموقعين على استقلال ألبانيا عام 1912 كما كان عضوا في البرلمان الألباني. درست توتولاني في معهد الملكة الأم التربوي في تيرانا.
عندما غزت إيطاليا ألبانيا في نيسان/أبريل عام 1939، انتقلت توتولاني إلى بيرات ورافقت عائلاتها في الاحتجاجات التي اندلعت من قبل بعض الألبانيين رفضا للحكم الإيطالي والاسعمار الفاشي لبلدهم.
في عام 1942، انضمت إلى الحزب الشيوعي؛ وسرعان ما أصبحت شخصية بارزة داخله، ثم في 28 نوفمبر/تشرين الثاني عام 1942 قادت مظاهرة في بيرات ضد النظام الفاشية وقد لفتت حينها أنظار الآلاف من الناس. وبعد هذه الواقعة قامت الحكومة الفاشية بإصدار مذكرة تفتيش عن توتولاني باعتبارها شخصية مطلوبة للعدالة لما تقوم به من تحريض للناس ضد النظام.
تم في نهاية المطاف القبض على مارغريتا توتولاني وشقيقها كريستاك توتولاني وذلك في منطقة بيرات بتاريخ 4 يوليو عام 1943. وبعد القبض عليهما تم تعريضهما للتعذيب أثناء وجودهما في السجن معا على ذمة التحقيق. الحكومة الفاشية أفرجت عنهم في وقت لاحق لكنها تقعبتهما وفي 6 يوليو من نفس السنة قامت باستهدافهم بأعيرة نارية ورصاص حقيقي بالقرب من منطقة كافاجي مما تسبب في وفاة مارغاريتا أما كريستاك فبقي مصيره مجهولا.
صُدمت مدينة بيرات بعد علمها بالواقعة وتأكدت فيما بعد أن كلا الشقيقين قد قضيا نحبهما خلال الهجوم المتعمد من قبل القوات الفاشية؛ وقد تمكن ساكنوا المدينة من الحصول على جثة توتولاني فوجدوها بجسم هزيل جدا بعدما كانت ممتلئة وأثار الضرب والكدمات واضحة في كل جسمها كما أن الرصاصات اخترقت جسدها بالكامل مما أثار حفيظة باقي المواطنين وغضبهم فتوجهوا للانضمام لصفوف المقاومة قصد الدفاع عن بلدهم من النظام الفاشي وخوفا من سيطرته عليهم.
بُني تمثال لمارغريتا توتولاني في مقبرة الشهداء الوطنية في ألبانيا تخليدا لذكراها ولما قامت به في سبيل تحرير بلدها من قبضة الفاشيين.